# Frances Boothby
Frances Bootby (fl. 1669-1670) è stata una drammaturga inglese. Fu la prima commediografa professionista del teatro inglese.

## Biografia

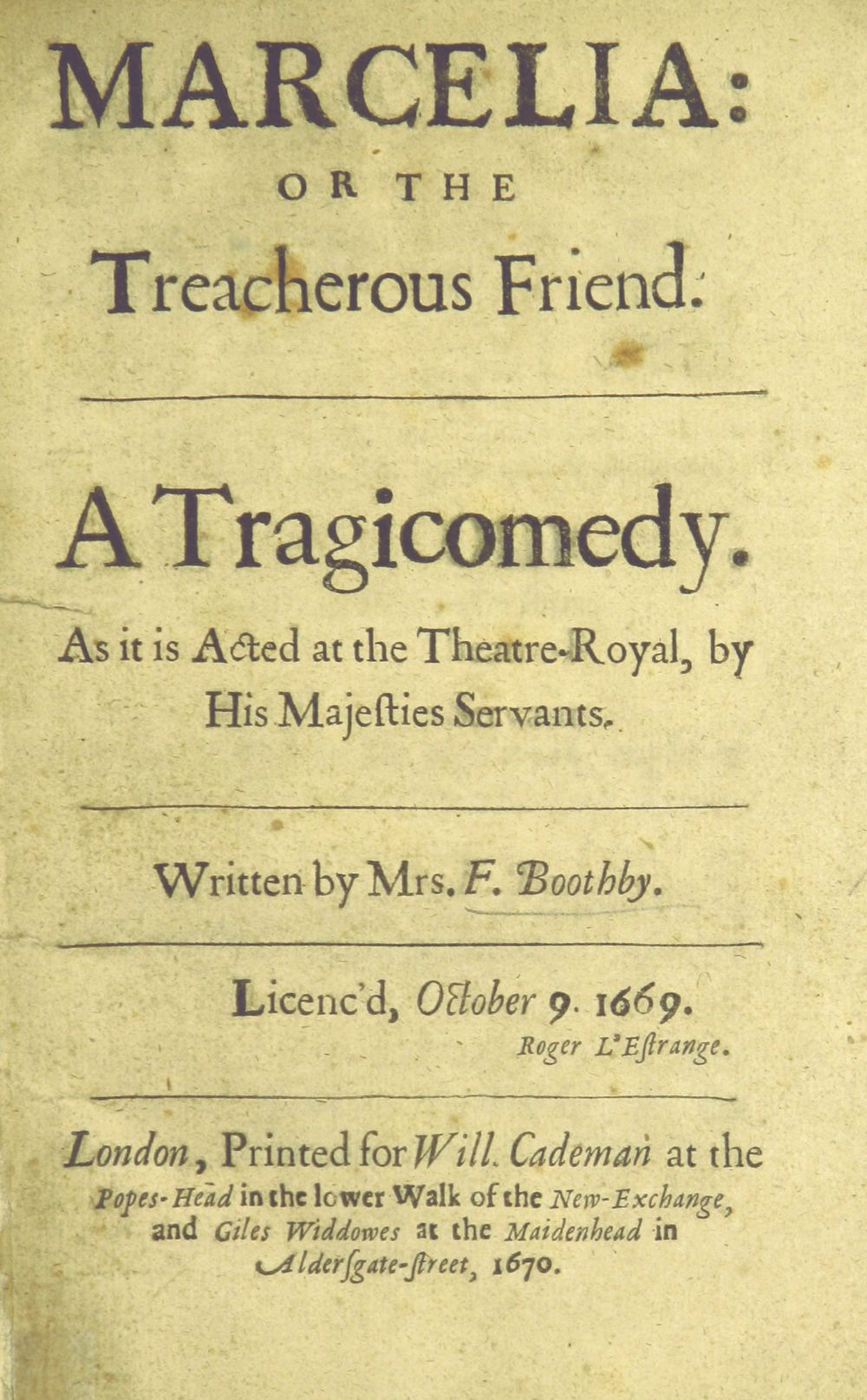

Quasi nulla è noto della vita di Frances Boothby, anche se si ipotizza che fosse la figlia di Walter Boothby, un mercante di successo con contanti nell'aristocrazia britannica.
Il suo ricordo è legato alla tragicommedia Marcelia, or, The Treacherous Friends, portata al debutto al Theatre Royal di Londra presumibilmente nell'agosto 1669 e pubblicata l'anno successivo. È la prima commediografa donna ad aver avuto un'opera teatrale originale rappresentata sulle scene londinesi. Poche donne inglesi si erano dedicate alla drammaturgia prima di lei – descrive infatti l'aver scritto un'opera teatrale come un'"uncommon action in my sex" – anche se dopo il debutto di Marcelia altre donne seguiranno il suo esempio: Elizabeth Polwheele avrebbe scritto The Faithful Virgins l'anno dopo e Aphra Behn avrebbe fatto il suo debutto alla drammaturgia nel 1671. L'opera non sembra aver goduto di grande successo, come lei stessa lamenta in una poesia scritta alla cugina Anne Somerset.